# Готтентотско-нидерландские войны
Появление постоянных поселений европейцев под руководством Голландской Ост-Индской компании на мысе Доброй Надежды в 1652 году привело их на землю местных жителей, таких как койхои (которых голландцы называли готтентотами) и бушменов, вместе именуемые Хойсан. Пока голландцы вели торговлю с койхоями, тем не менее, возникли серьёзные споры по поводу собственности на землю и домашнего скота. Это привело к атакам и контратакам с обеих сторон, которые были известны как койко-голландские войны, закончившиеся в конечном итоге поражением койхоя. Первая койхойско-голландская война проходила с 1659 по 1660 год, а вторая с 1673 по 1677 год.

## Первая койхойско-голландская война

### Начало войны
Прибытие голландской Ост-Индской компании положило начало сложной серии отношений между койсанами и голландцами. Вождь Хессека Хойсан открыл торговлю с голландцами, что привело к экономическому процветанию Хойсан. Расширенные торговые предложения открыли Хойсан для проникновения голландцев. Голландцы начали разрушать земли, используемые Хойсаном для сезонного земледелия, вынуждая хойсан адаптироваться в форме поиска новых ресурсов или нормирования существующих ресурсов. Кочевой народ койхой был недоволен срывом их сезонных посещений этого района, где они обычно свой скот (у подножия Столовой горы) как только обнаружили, что европейские поселенцы занимают землю и обрабатывают её. Их лидер Доман в то время жил в Форт-де-Геде-Хооп. Однажды ночью Доман покинул форт, чтобы присоединиться к своему клану, где после того, как он возглавил несколько вылазок скота против поселенцев. В 1659 году крестьяне поселения протестовали против непрекращающегося воровства скота и созвали срочное заседание совета с Яном ван Рибеком. Совет, состоящий из представителей голландской Ост-Индской компании и свободных бюргеров, собрался, чтобы обсудить протест свободных бюргеров-фермеров. Компания не поддерживала войну, и свободные бюргеры ясно дали понять, что их единственное желание — жить в мире и торговать с туземцами, но они не могли больше терпеть преследования. Вольные бюргеры и Компания заявили, что они не видят другого способа достичь мира и спокойствия в этом районе, кроме объявления войны клану Домана.
Во время собрания совета Доман и его группа напали на ферму и убили пастуха, мальчика по имени Саймон Янссен. Вскоре после этого новости об атаке достигли форта, и в поселении началась паника. Клан хойсанов, прозванных Стрэнлоперами, который в то время жил недалеко от форта, бежал из Столовой долины, опасаясь быть вовлеченным в конфликт. Горожане, которые не смогли защитить себя, были эвакуированы в форт, а охранники были размещены для защиты семей, оставшихся на фермах. Дополнительные солдаты прибыли на корабле, и вдоль границы поселка были построены сторожевые дома. Однако клан Домана было трудно задержать.
Ян ван Рибек решил принять следующие меры в качестве временной меры, чтобы обезопасить территорию; углубив существующие редуты, построить ещё три сторожевых поста, поставить прочный забор, установить патрули вдоль линии и собак бурбуля на фермах. Линия забора стала официальной границей поселка.

### Участие хойсанов
Во время войны среди крупного рогатого скота поселенцев произошла ужасная смертельная болезнь, от которой погибли по меньшей мере четыре из пяти стад. Поселенцы устраивали молитвенные собрания каждую среду, чтобы молиться о помощи в тяжелой ситуации и о победе. Другой хойсанский клан под предводительством Оэдасоа, который также находился в состоянии войны с кланом Домана, подошел к поселенцам и предложил союз. Было принято решение принять совет Оэдасоа по вопросам экспедиции, но не принимать людей из его клана для ведения военных операций, так как они считали, что дополнительная рабочая сила была ненужной и дорогостоящей. Прибытие ещё 105 европейских солдат значительно усилило гарнизон на мысе. Дополнительные люди позволили поселенцам провести несколько экспедиций, большинство из которых не увенчались успехом. Совет обратился к Гарри, лидеру клана Стрэндлоперов, за помощью в отношении экспедиций, который указал, что люди Домана поставили людей в качестве стражей на каждом холме.

### Стычки
Несколько раз вспыхивали стычки между конными патрулями и людьми Домана, в которых люди Домана терпели поражение из-за превосходства в оружии на стороне поселенцев. Во время перестрелки Доман был ранен, и его группа покинула этот район. После окончания конфликта клан Стрэндлоперов вернулся в район возле форта, где они жили раньше, и наступило мирное время.

### Мирный договор
6 апреля 1660 года Доман и его люди прибыли в форт и заключили договор. Обе стороны согласились, что ни одна из них не будет досаждать друг другу в будущем и что люди Домана будут входить на территорию поселений и оставаться на обозначенных тропах, как указано, с целью торговли, чтобы заменить украденный скот. Также было заявлено, что свободные бюргеры и Компания сохранят право собственности на землю, занятую ими, и что поселенцы не будут жестко обращаться с туземцами за то, что произошло во время войны, с чем согласились все стороны.

## Вторая койхойско-голландская война

### Начало войны
В 1672 году поселение отправило исследователей на поиски Хойсана для торговли, чтобы добыть скот для проходящих кораблей. Исследователи обнаружили, что кланы Чайнукуа и Кочокуа находились в состоянии войны друг с другом. В ноябре 1672 года губернатор мыса послал трех охотников к Кастилу Рибека на охоту за мясом, когда по возвращении назад, они попали в засаду и были ограблены бандой Гоннемы. Гоннема, вождь кочоков, часто грабил соседние хойсанские лагеря в этом районе. Гоннема был недоволен помощью, которую поселение оказало в торговле с его врагами Чайнукуас. В июне 1673 года губернатор отправил ещё один охотничий отряд в составе девяти человек с двумя повозками для охоты на крупную дичь, охотники поднялись в горы, где были окружены и схвачены кочоквасами, которые держали их в течение нескольких дней, а затем убили на месте, которое называется Мурдкуил.

### Атака кочокуа в бухте Салданья
Кочоки, замаскировавшиеся под торговцев, прибыли на торговый пост Компании в заливе Салданья 6 июля 1673 года, когда они внезапно напали и убили четырёх солдат, расквартированных там. Затем Чохоки разграбили форпост. Только одному солдату удалось спастись.
Получив известие об этих нападениях, прапорщик Иероним Круз собрал и повел 36 свободных бюргеров и 36 солдат роты в район Двадцати Четырёх рек. Подкрепление в виде восемнадцати всадников под предводительством свободного бюргского офицера Эльберта Димера было послано несколько дней спустя, чтобы помочь Иерониму Крузу в его миссии.
Объединённые силы поселений прошли через район Двадцати Четырёх рек, когда 18 июля их разведчики обнаружили крааль Кочокуа среди гор. К тому времени, как войска подошли к краалу, он был заброшен. В заброшенных хижинах они обнаружили имущество убитых поселенцев. На следующий день всадники последовали за беглецами, в результате чего кочоки бежали в горы, бросив свой скот. Затем Иероним Круз завладел скотом и приказал своим войскам вернуться в форт.
Когда войска остановились, чтобы разбить лагерь на ночь, кочоки предприняли атаку, пытаясь вернуть скот, во время стычки один горожанин был ранен и две лошади убиты и около двенадцати кочоков были смертельно ранены. Гоннеме не удалось вернуть скот, и 25 июля 1673 года экспедиция достигла брода с восемью сотнями голов крупного рогатого скота и девятью сотнями овец.

### Голландско-Чайнукуанский альянс
Чайнукуа, которые уже воевали с кочокуа, теперь объединились с поселенцами. 20 августа Чайнукуа с более чем сотней своих людей прибыли в форт. Они схватили четырёх сторонников Гоннемы и доставили их губернатору для суда. Они были признаны виновными в причастности к убийству бюргеров и приговорены к смертной казни от руки Чайнукуа.
Война была приостановлена на несколько месяцев из-за смертельной болезни, разразившейся среди хойсанского народа. 24 марта 1674 г. Чайнукуа доложили, что их шпионы обнаружили лагерь Гоннемы на реке Литтл Берг в Тулбаг Клоф, после чего было решено отправить туда объединённые силы. Пятьдесят свободных бюргеров под командованием Воутера Мостера, четыреста Чайнукуа под командованием капитанов Клааса, Купмана, Шехера и Койпера, и пятьдесят солдат под командованием прапорщика Круза, который также был генеральным комендантом экспедиции.
Кочоки ожидали нападения и бежали, оставив свое имущество и скот. Армия захватила восемьсот голов крупного рогатого скота и четыре тысячи овец. Добычу разделили между солдатами и ротой.

### Наступление Кочокуа в 1675 году
В ноябре 1675 года Гоннема совершил внезапную атаку на Тигерберг, где держали скот чайнукуа, во время которой несколько пастухов были убиты, а большая часть их скота была увезена. В ходе перестрелки пятнадцать Кочокуа были убиты. К тому времени, как прибыло подкрепление из поселения, Гоннема уже скрылся в горах.

### Голландско-Чайнукуанское наступление в 1676 году
В 1676 году совет направил военную экспедицию под командованием уже лейтенанта Круза на поиски кококва, состоящую из пятидесяти пехотинцев, двадцати трех всадников, пятидесяти бюргеров и большого отряда чайнукуа. Они не смогли отследить местонахождение Кочокуа. Затем было решено послать шпиона по имени Джейкоб, чтобы найти Гоннему. Шпион вернулся с новостями о том, что кочокуа находятся в состоянии войны с другими хойсанскими кланами — Намаква и Чаригуриквас. Ещё один отряд под руководством шпиона Джейкоба был отправлен в залив Салданья, где они нашли и убили нескольких последователей Гоннемы. Они захватили сто шестьдесят пять голов крупного рогатого скота и тридцать овец, которые были взяты Чайнукуас в качестве военной добычи.

### Мирный договор 1677 года
8 июня 1677 года посланники Кочокуа прибыли к мысу Доброй Надежды, чтобы начать мирные переговоры, за которые Совет поддержал. 24 июня делегация высокопоставленных Cochoquas прибыла в Замок с девятью головами крупного рогатого скота, чтобы вести переговоры о мире. Были согласованы следующие условия; торговые отношения между Кочокуа и голландской Ост-Индской компанией будут восстановлены, и Кочокуа будет ежегодно сдавать в качестве дани тридцать голов скота возвращающемуся флоту компании. Кроме того, кочоки приказывают своему народу воздерживаться от кражи скота у поселенцев и их союзников и строго наказывают тех, кто совершает такое преступление. Кочокуа поклялись не вести войну ни с одним из союзников Компании.